# Southeast (New York)
Southeast is een town (gemeente) in de Amerikaanse staat New York, en valt bestuurlijk onder Putnam County. Het bevat het dorp Brewster, en gehuchten als Brewster Hill, Brewster Heights, Dykemans, Deans Corners, Sodom en Tilly Foster. Het ligt ongeveer 74 km ten noordoosten van Midtown Manhattan.

## Geschiedenis
Het gebied was oorspronkelijk onderdeel van Dutchess County en werd de Oblong genoemd. Het gebied was betwist door de staten New York en Connecticut. In 1683 werd het aan New York gekend, maar vanaf 1731 werden de eerste nederzettingen in de Oblong gesticht. In 1788 werd de town (gemeente) Southeast opgericht. In 1810 werd een ijzerertsmijn gesticht in Tilly Foster. In 1879 bereikte de mijn een diepte van 180 meter, maar in 1897 werden 13 mijners gedood in een rotslawine. De mijn is nadien ondergelopen.
Het dorp Brewster is vernoemd naar Walter Brewster die in 1848 zorgde voor een bouw van een station op zijn land aan de Harlem Line. Rond het station ontwikkelde zich een nederzetting dat in 1898 als dorp werd opgericht.

## Demografie
In 2020 telde Southeast 18.058 inwoners. 12.993 is blank; 478 is Aziatisch; 493 is Afro-Amerikaans; 125 is Inheems en 4.316 is Hispanic ongeacht ras of etnische groepering. In 2019 was het gemiddelde gezinsinkomen US$101.786, en ligt fors boven het gemiddelde van New York ($72.108).

## Bekende inwoners
- Fanny Crosby  (1820-1915), dichteres, songwriter
- Julius Baker (1915-2003), fluitist[9]
- Edward Binns (1916-1990), acteur
- Laura Branigan (1952-2004), zangeres
- McLain Ward (1975), ruiter

## Galerij

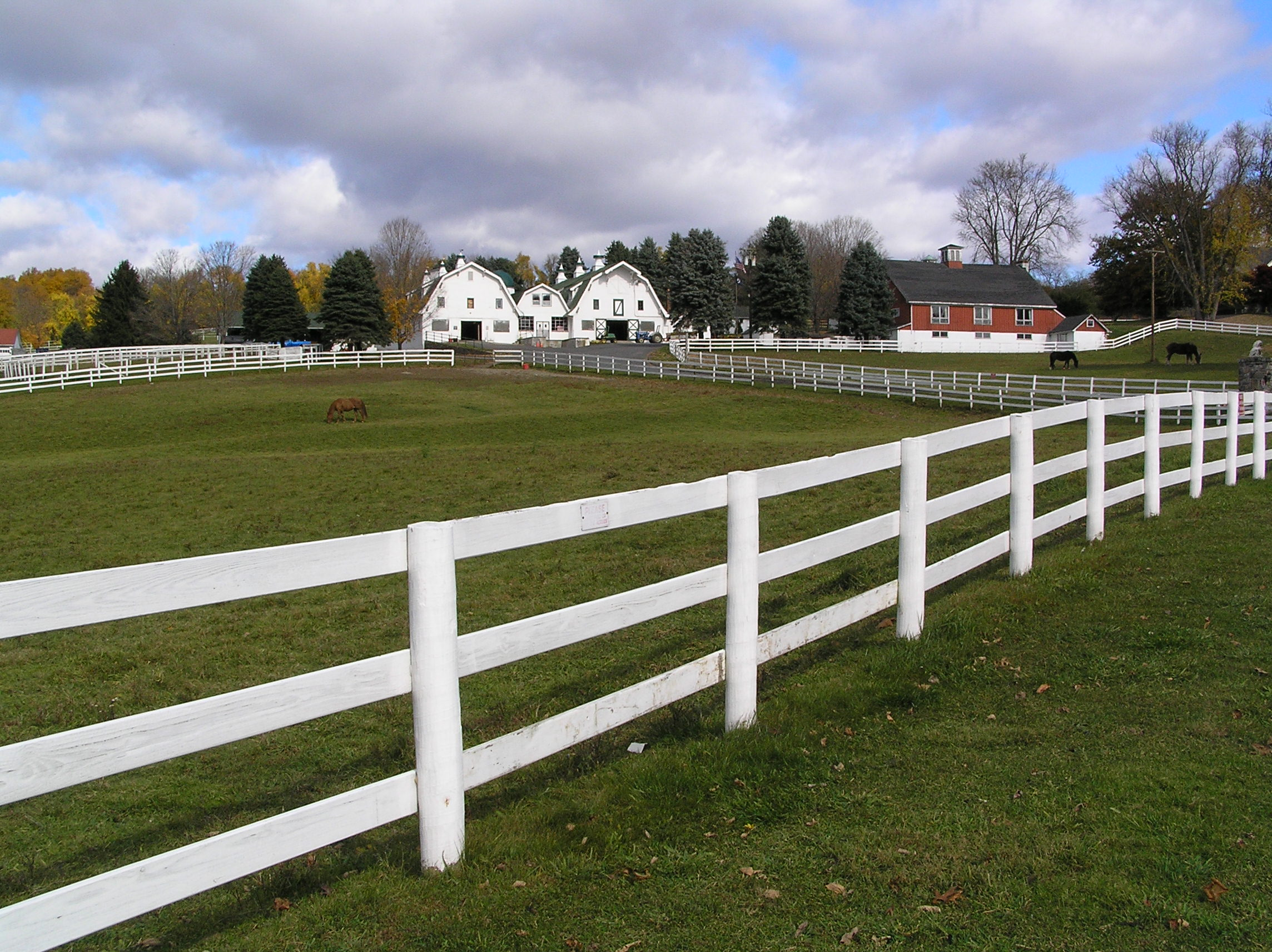
Tilly Foster Farm
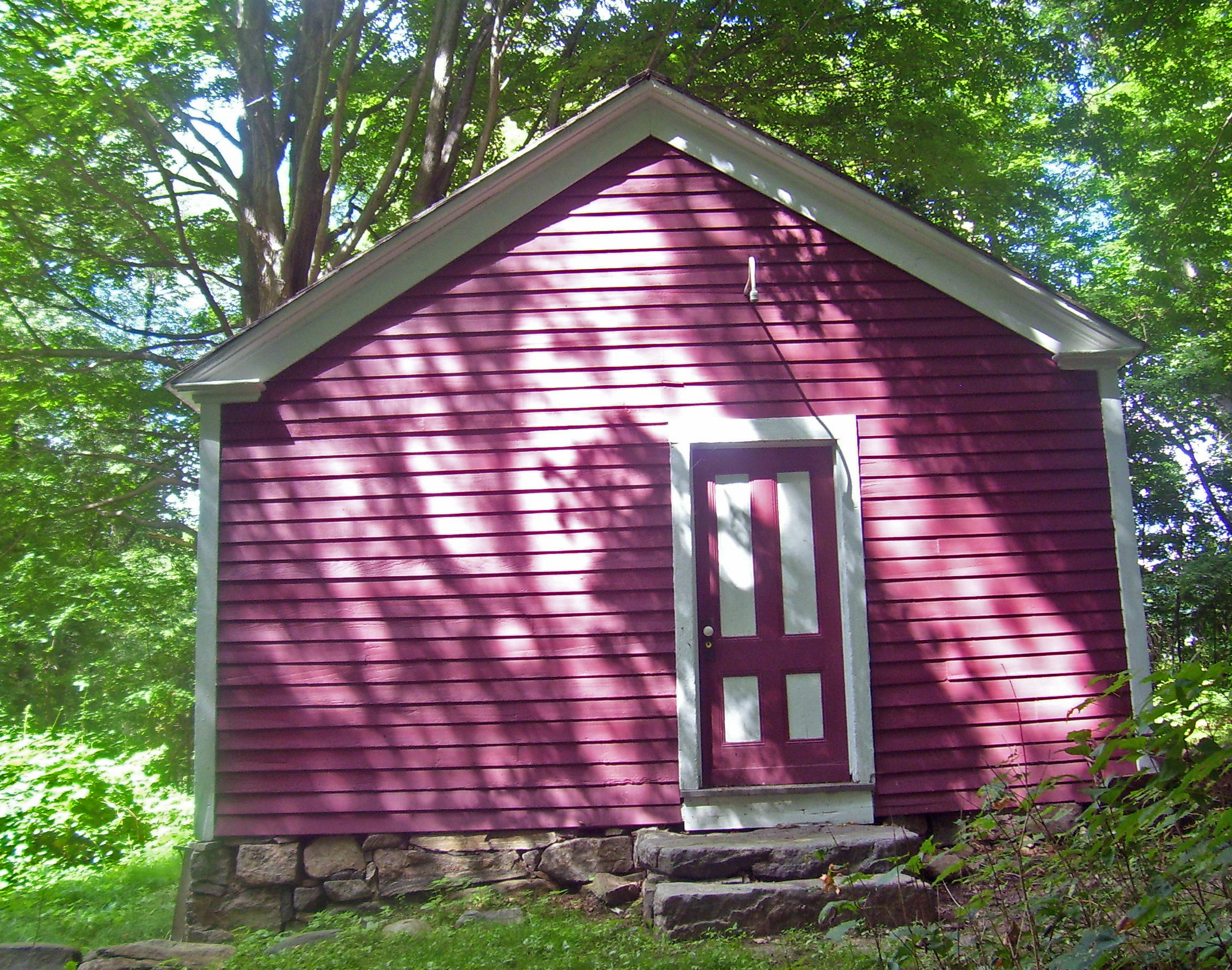
Voormalig schoolgebouw van Old Doanesville
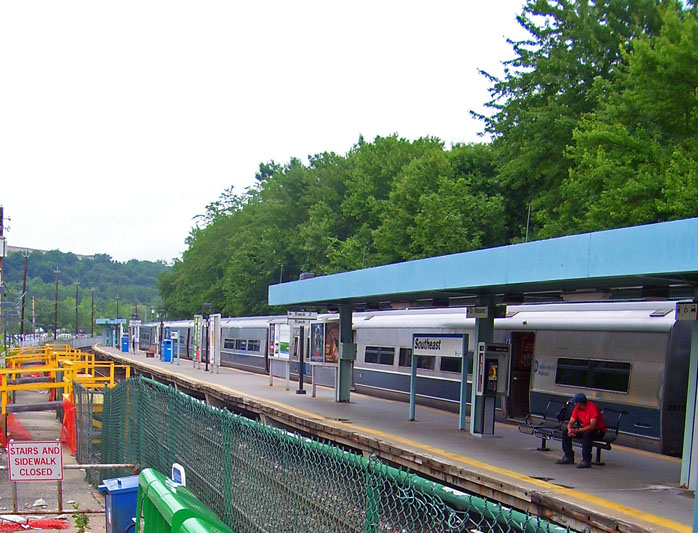
Station Southeast
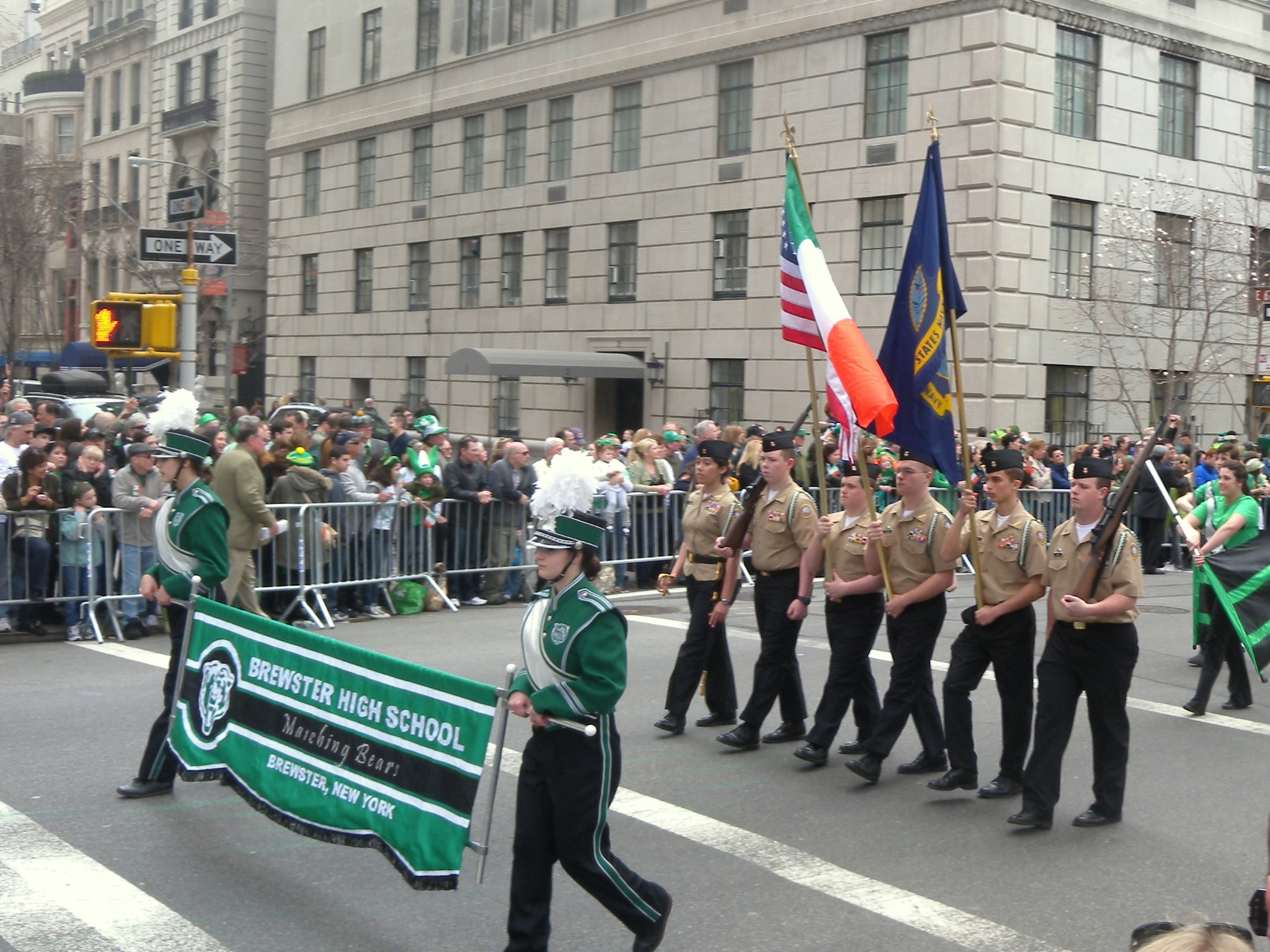
Parade van de Brewster High School